# Une éducation norvégienne
Pour plus de détails, voir Fiche technique et Distribution.
Une éducation norvégienne (Sønner av Norge) est un film norvégien réalisé par Jens Lien, sorti en 2011.

## Synopsis
Dans les années 1970, Nikolaj est un adolescent qui vit avec son frère et ses parents hippies. Mais sa mère meurt dans un accident de voiture et son père fait une dépression.

## Fiche technique
- Titre : Une éducation norvégienne
- Titre original : Sønner av Norge
- Réalisation : Jens Lien
- Scénario : Nikolaj Frobenius
- Musique : Ginge Anvik
- Photographie : Morten Søborg
- Montage : Vidar Flataukan
- Production : Christian Fredrik Martin
- Société de production : Friland, Götafilm, Nimbus Film Productions et Les Films d'Antoine
- Société de distribution : Zootrope Films (France)
- Pays :  Norvège,  Suède,  Danemark et  France
- Genre : drame
- Durée : 87 minutes
- Dates de sortie : 
  -  Norvège : 9 septembre 2011
  -  France : 6 juin 2012

## Distribution
- Sven Nordin : Magnus, le père
- Åsmund Høeg : Nikolaj, le fils
- Sonja Richter : Lone, la mère
- John Lydon : Johnny
- Camilla Friisk : Nina
- Trond Nilssen : Anton
- Tony Veitsle Skarpsno : Tor

## Distinctions
Le film a été nommé pour deux prix Amanda.